# Josef Kisser
Josef Kisser (8. září 1812, Fahndorf – 8. ledna 1893, Vídeň) byl český a rakouský církevní hodnostář, profesor na univerzitě v Olomouci a na Vídeňské univerzitě a v letech 1866–1867 rektor Vídeňské univerzitě.

## Život
Po studiu na piaristickém gymnáziu v Hornu studoval filosofii a teologii na vídeňské univerzitě, roku 1836 byl vysvěcen na kněze. Po působení v pastoraci vídeňské diecéze v roce 1841 získal doktorát teologie a roku 1845 byl jmenován profesorem dogmatiky na teologické fakultě olomoucké univerzity, přednášel následně i církevní právo a fundamentální teologii. Třikrát byl děkanem fakulty, v roce 1851 byl i rektorem olomoucké univerzity. Od podzimu roku 1863 byl jmenován profesorem fundamentální teologie na vídeňské univerzitě, kde byl i děkanem teologické fakulty a rektorem univerzity. V roce 1867 se stal kanovníkem vídeňské metropolitní kapituly u sv. Štěpána.